# サラヴァ
サラヴァ・レーベル(Saravah)は、1966年、ヨーロッパ最古のインディペンデント・レーベルとしてフランスに設立されたレーベル。
元々は有名なフランス映画「男と女」の資金不足により誕生した、即席の音楽出版社。「男と女」の出演者のピエール・バルーが設立。日本では、キングレコードやオーマガトキがサラヴァのアルバムを発売していた時期があったが、2016年時点ではコアポートが日本での発売権利を保有している。

## 歴史

### 前史
クロード・ルルーシュ監督はもともとニュースのカメラマンで、当時売り出し中だった歌手、ピエール・バルーと自主制作で映画を作っていた。バルーを俳優とした長編作品の3作目が「男と女」であった。バルーの友人関係でジャン＝ルイ・トランティニャンとアヌーク・エーメという有名俳優の出演を取り付けたものの、資金は底をついてしまった。そこでバルーが知恵を絞り、自分とフランシス・レイの作った楽曲を出版社に売って資金を得ようとしたが、ルルーシュは無名であったため、どこの会社も買おうとしなった。そこで、冗談のように自分で音楽出版社を作ったのがサラヴァ出版である。
ピエール・バルー自身いわく、「男と女の成功でサラヴァの冒険が始まったと考えるのは誤解」だそうで、「音楽出版社による映画の失敗の予測から生まれた」というのが正しいという。

### レーベル設立
サラヴァレコードの最初のアーチストはブリジット・フォンテーヌとジャック・イジュランであった。
彼らのとらわれない芸術をかねてから買っていたバルーは映画の成功で手にした金で彼らに一枚ずつアルバムを作りたかった。それだけで終わるべきストーリーだったのだが、2枚のアルバムの快挙を知ったアバンギャルドな連中たちがわれもわれもとサラヴァに押し寄せてきた。
その中には後にヒットメーカーになった、ダヴィッド・マクニールや、ピエール・アケンデンゲ、ビリンバウ奏者のナナ・ヴァスコンセロスなど才能にあふれたアーチストたちがいたため、サラヴァレコードは大忙しとなった。
中には衝撃的なアルバム、アート・アンサンブル・オブ・シカゴとブリジット・フォンテーヌの「ラジオのように」でヒットもあったが、このころから「サラヴァの夕べ(Soirees Saravah)」という野外コンサートをパリのあちこちで開催、無秩序な運営で経済状況が悪化。
さらに追い打ちをかけるようにサラヴァがレコーディングを開始して10年目の1976年、当時の経理担当が資金を持ち逃げしたことが発覚、サラヴァの経営は大きな危機に陥った。
その結果、サラヴァのレコーディング・スタジオとサラヴァブチックは封鎖されたが、サラヴァの主宰者であるピエール・バルーは「散るならば派手に散ろう」とばかり、サラヴァレコードの所属アーチストすべてを引き連れてフランス一周の無料コンサートツアーに出かけ、そのときのロードムービーが一本の映画となる。
また金銭的困難も省みず「ファミリーアルバム」35m、1時間50分の映画を製作、世界各地のフェスティバルで取り上げられる。
すでに破産を悟っていた彼は過去の栄光を形に残そうと飛び切り贅沢なコンピレーション・アルバム「サラヴァの10年 (10 ans de Saravah)」を製作する(ちなみに彼はこのコンピレーション・アルバムのライナー・ノーツに「人生まだまだ先は長いが、私にとってサラヴァは、これまで生きてきた中で最も美しい冒険だった」と書いている)。

### RCAとのライセンス契約
1976年以降は、メジャー・レーベルのRCAの社長、フランソワ・ダクラの協力を得て、ライセンス契約のもと、アルバムを出し続ける。
キャロル・ロール、ルイス・フューレイ、モラーヌなど、後にメジャーになった新人を発掘し続ける。
同時にサウンドトラック盤で、ウーザン・トレーシー監督や、トルコの映画作品「壁」「足跡」など、また、作曲家ではガブリエル・ヤレードを中心としてアルバムを世に出した。
RCAの後ではMelodie、Media7などの会社とライセンス契約を結んだ。
80年代には、詩人で俳優のフィリップ・レオタールの初アルバムをプロデュース。モラーヌがブレークするまでの数枚のシングルとアルバムを製作、ユニバーサル・ミュージックとモラーヌが契約にいたるまでの下地を作った。

### 再独立
経営難を10年かかって乗り越えたサラヴァはインディーズ・レーベルとして再独立、一切他の資本協力を受けることなく独自の哲学を持って異色の存在感を持つことになる。バルー自身のアーチスト活動も同時に広がる。
バルーはチリ出身の演劇集団テアトルアレフの演出と主演、シナリオと音楽芝居の歌を数多く作った。演目は 「ラストチャンスキャバレー」"La maison accepte l'echeque" "Memoire du vents"　その他多数。
1990年代にはバルー自身がカメラを持ってドキュメンタリーフィルム(「アコーデオン」)やCD作品では「ノエル」などを発表。
プロデュースでは、ダニエル・ミル、フランソワーズ・クシェイダ、ビーア、アラン・ルプレスト、リシャール・ガリアーノ、ピエール・ルッキー、フレッド・プレ、マミチャン、ドラジビュスなど、多くの新人を発掘。
サラヴァの事務所はバスティーユに引越し、一階には「BIMBO Tower」というブチックを構え、息子のバンジャマン・バルーがチームに参加して、「ポポクラシックレーベル」を作る。
1994年には「ラストチャンスキャバレー」(プロデュース：アトリエダンカン、演出：ピエール・バルー)が文化村コクーン劇場を始め、大阪、名古屋、横浜で上演される。バルーは日本語で演じた。
2000年からバルードキュメンタリーフィルム作成に本格的に乗り出す。「アダン」、「サヴァ・サヴィアン・ビス」「時と時刻」（ロベール・ドアノーと俳優緒形拳との出会いの軌跡）「左利きマラソン」など。また文学作品の執筆に没頭する。
2007年にはバルーがアルバム「ダルトニアン」をリリース。
2011年、「サラヴァの日本における拠点」としてサラヴァ東京がオープン。

## 名前のいわれ
映画「男と女」の中で演奏された「サンバ・サラヴァ」は世界中にヒットした。実は、この音源は一発録音で、しかもスタジオではなくバーデン・パウエルの自宅のオープン・リールのテープレコーダーに吹き込まれたものである。ゆえに音のクオリティは最悪なのに、そこにこめられた感動が世界の人を打った。
この事実にバルー自身が驚き、「感動なき音楽は要らない。逆に言えば、感動があればどんなジャンルでも、どんな人間でもすばらしい作品ができるのだ。」という確信をもとに、その気持ちを忘れないためにレーベル名を「サラヴァ」とした。

## サラヴァの哲学
印税や版権収入は新しい才能を発掘するためにすべて使われ、優れたアルバムができることにより20年30年間一定の収入を得る、というスロー・ビジネスをいち早く考えたのがサラヴァである。(事実、サラヴァ・レコードのスローガンは「スロー・ビズの王様(Les rois du slow-bizz)」である。)
リリース当時、ブリジット・フォンテーヌやバルーのアルバムは個性が強く、マーケットに一致しないため、大きな数は売れないが、口コミでファンが広がりワールドワイドで絶えず一定数売れている。
その上優れたアルバムや楽曲は文化財としてのちの世代に伝えることによって、会社や個人の富を超えて社会の富となってゆく。
これは文化産業として多くのインディーズ・レーベルのお手本として見られている。

## 録音を残した主なアーティスト
- アレスキ
- ジャック・イジュラン
- チック・ストリートマン
- トリオ・カマラ
- バルネ・ウイラン
- ブリジット・フォンテーヌ
- ピエール・アケンダンケ
- モラーヌ
- スチーブ・レーシー
- ナナ・バスコンセロス
- アフィレッタ
- ビーア
- フランソワーズ・クシェイダ